# Palacio Tiradentes

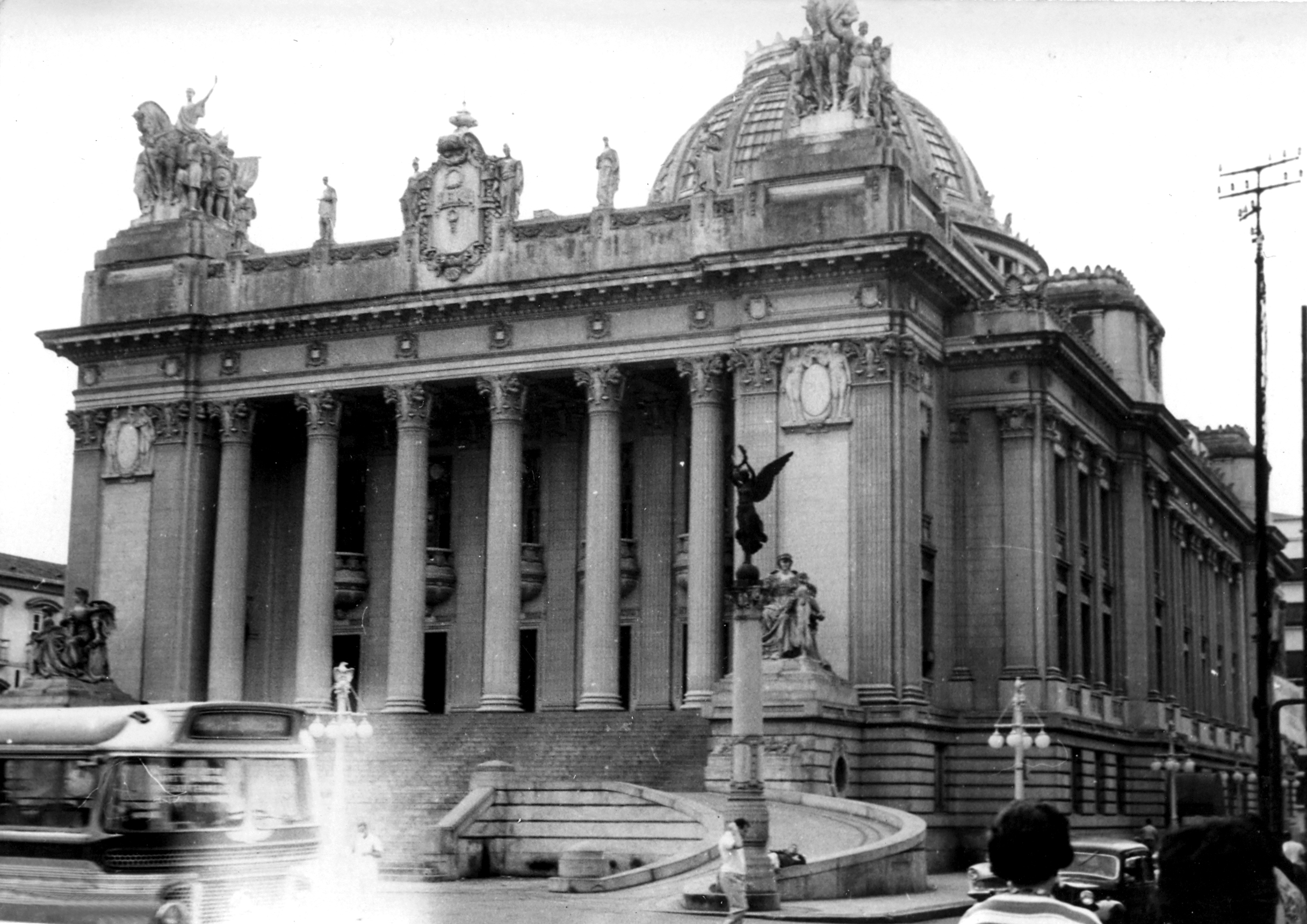
El Palacio Tiradentes en 1964.

El Palacio Tiradentes es un edificio público de estilo neoclásico de Río de Janeiro, Brasil. Es la sede de la Asamblea Legislativa del Estado de Río de Janeiro. Se encuentra en el cruce de la avenida Presidente Antonio Carlos con la calle San José de barrio Centro. Entre 1926 y 1960 fue la sede del Congreso Nacional de Brasil. Fue diseñado por los arquitectos Archimedes Memoria y Francisque Couchet. Fue nombrado en homenaje al alferéz Joaquim José da Silva Xavier, más conocido como Tiradentes.

## Historia
La primera construcción fue un edificio colonial que se llamó Casa da Câmara e Cadeia. Este fue construido en 1640 y albergaba el centro de finanzas tributarias de la ciudad, el sitio de las decisiones legislativas y, en su piso inferior, una prisión llamada de Cadeia Velha. Allí donde pasó sus últimas horas el alférez Tiradentes en 1792. Tras ser sentenciado, fue conducido hasta la plaza Tiradentes, donde fue ejecutado.
Allí funcionó la sede del Senado de la Cámara, a la vez que continuaba siendo uno prisión, hasta que en 1808 fue transferido para la Calle del Rosario y la prisión fue cambiada para la Cadeia do Aljube, debido a la venida de la familia real. El local, entonces, empezó a funcionar como alojamiento para los criados de la Casa Real, construyéndose un pasadizo que unía este edificio al palacio de Don Juan VI.
En 1822, José Bonifacio de Andrada e Silva decidió reformar el lugar y destinarlo a ser la sede de la Asamblea General Constituyente Brasileña. Es en aquel "Palacio de la Prisión" (en portugués: Paço da Cadeia) que se da en 1823 la llamada noche de la agonía cuando el emperador Pedro I determina el cierre de la primera asamblea constituyente brasileña. 
La Cámara de Diputados funcionó allí hasta 1914, cuando debido a las malas condiciones del edificio fue transferida para el Palacio Monroe.
El edificio del parlamento imperial fue demolido en 1922. En su lugar, los arquitectos Archimedes Memoria y Francisque Couchet diseñaron el Palacio Tiradentes, que fue inaugurado en mayo de 1926. Con la instauración del Estado Novo en 1937 pasó a ser la sede del Departamento de Prensa y Propaganda (DIP), el cual se encargaba de controlar y censurar a los medios de comunicación. En 1945, con el fin del Estado Novo volvió a albergar la Cámara de Diputados hasta varias décadas después. Desde Washington Luiz hasta Juscelino Kubitscheck, todos los presidentes de Brasil se posesionaron en este recinto.
En 1960, con el cambio de la Capital Federal para Brasilia, la ciudad de Río de Janeiro pasó a la calidad de Estado de la Guanabara y el Palacio Tiradentes pasó a acoger la Asamblea Legislativa del Estado de la Guanabara. Este existió hasta 1975, cuando se fundió con el Estado de Río de Janeiro y el Palacio Tiradentes pasó a albergar la Asamblea Legislativa del Estado de Río de Janeiro. En los años 2000 el palacio fue restaurado.

## Características
En la fachada, revestida con cemento armado, dominan seis columnas corintias de seis metros de alto y dos rampas para el acceso vehicular. Se destaca la cúpula, adornada con esculturas alegóricas representando la Independencia y la República. Por dentro, la cúpula, ornamentada con pinturas de autoría del artista brasileño Rodolfo Chambelland, ostenta un vitral pintado como el cielo de la noche de 15 de noviembre de 1889. El conjunto es de estilo neoclásico y retoma varios elementos del Grand Palais de París.
El edificio abriga a su vez realizadas por artistas renomados como Eliseu Visconti, Carlos Oswald y João Timóteo de la Costa. El panel decorativo del plenario fue ejecutado por Visconti en 1926 y representa la firma de la primera Constitución Republicana de 1891. En el gran panel, restaurado en 2001, figuran en tamaño natural los retratos de los sesenta y tres constituyentes.